# Andrade
Andrade, właśc. Jorge Luís Andrade da Silva (ur. 21 kwietnia 1957 w Juiz de Fora), piłkarz brazylijski grający na pozycji defensywnego pomocnika.

## Kariera klubowa
Piłkarską karierę Andrade rozpoczął w zespole CR Flamengo z miasta Rio de Janeiro. W 1978 roku w wieku 21 lat wyjechał do Wenezueli i tam występował w zespole Universidad de Los Andes z miasta Mérida. Tam spędził dwa lata i w 1979 roku powrócił do swojego pierwotnego klubu. W barwach Flamengo zadebiutował w lidze brazylijskiej i przez kolejne lata był podstawowym zawodnikiem zespołu. W tym samym roku zdobył mistrzostwo stanu Rio de Janeiro. W 1980 roku po raz pierwszy w karierze został mistrzem Brazylii, a w 1981 roku osiągnął z Flamengo sukcesy na arenie międzynarodowej – wygrał Copa Libertadores (wystąpił w finałowych meczach z chilijskim Cobreloa), a następnie Puchar Interkontynentalny (3:0 z Liverpoolem) oraz kolejne mistrzostwo stanowe. Kolejne mistrzostwa Brazylii Andrade wygrywał w latach 1982, 1983 i 1987, a mistrzostwo stanowe w roku 1986.
W 1988 roku Andrade wyjechał do Europy i podpisał kontrakt z włoskim klubem AS Roma, gdzie grał wraz ze swoim rodakiem Renato Gaúcho. W Serie A zadebiutował 9 października w zremisowanym 0:0 wyjazdowym meczu z Pescarą. W lidze wystąpił zaledwie 9 razy i dołożył kilka spotkań w Pucharze UEFA, w tym w meczach 1/8 finału z Dynamem Drezno. W 1989 roku Brazylijczyk wrócił do ojczyzny i przez półtora roku grał w CR Vasco da Gama z Rio de Janeiro. Z 1989 roku zdobył swoje piąte mistrzostwo kraju (wyrównał rekord Zinho). W 1991 roku występował w EC Internacional de Lages, a następnie w Athletico Paranaense. Kolejne lata to gra w słabszych zespołach z niższych lig, takich jak Desportiva Capixaba, Linhares EC, Operário oraz EC Barreira. W barwach tego ostatniego zakończył piłkarską karierę w 1995 roku.

## Kariera reprezentacyjna
W reprezentacji Brazylii Andrade zadebiutował 21 lipca 1983 roku w zremisowanym 0:0 meczu z Chile, rozegranym za kadencji selekcjonera Carlosa Alberto Parreiry. W pierwszej drużynie „Canarinhos” wystąpił 9 razy i zdobył 1 gola (w 1988 roku w wygranym 2:0 towarzyskim spotkaniu z Austrią). W 1988 roku był członkiem kadry olimpijskiej, która wywalczyła srebrny medal na Igrzyskach Olimpijskich w Seulu (1:2 w finale z ZSRR).